# Dorin Recean
Dorin Recean (Dondușeni, 17 de marzo de 1974) es un académico y político moldavo que ejerce como primer ministro de Moldavia desde febrero de 2023, previamente fue como ministro de Asuntos Internos de Moldavia desde julio de 2012 hasta febrero de 2015. 
En febrero de 2023, fue nominado por la presidenta Maia Sandu para convertirse en primer ministro luego de la renuncia de Natalia Gavrilița.

## Biografía
Recean nació en Dondușeni el 17 de marzo de 1974. Titulado en gestión empresarial internacional en 1996 y  máster en administración de empresas, de la sección belga de la Newport International University en 2000. Su primera andadura profesional estuvo repartida entre la docencia universitaria y el sector privado, donde desempeñó sendos cargos de jefe de ventas y director ejecutivo en compañías locales de telecomunicaciones e Internet.
Dorin Recean comenzó su carrera como profesor en 1995 en su alma mater, la Academia de Estudios Económicos, y continuó enseñando allí hasta 2007. De 2002 a 2010 también trabajó en distintas empresas privadas desempeñando diversas funciones. También impartió clases en la Universidad Internacional de Newport, con sede en Chișinău, de 2000 a 2010.

## Trayectoria
En enero de 2010, Recean fue nombrado viceministro de Tecnologías de la Información y la Comunicación (TIC), donde ha sido responsable de implementar nuevos documentos seguros, incluido el pasaporte biométrico, como parte del plan de acción de liberalización de visados. Ha sido miembro del Grupo de Trabajo Gubernamental sobre Liberalización de Visas con la Unión Europea.
En julio de 2012, fue nombrado ministro del Interior en el gabinete dirigido por Vlad Filat, en sustitución de Alexei Roibu. El 31 de mayo de 2013, Recean fue reelegido ministro del Interior en el gabinete encabezado por el primer ministro Iurie Leancă.
Inmediatamente después de las elecciones de noviembre de 2014, Recean anunció que seguiría una carrera empresarial privada en FinTech. Actualmente promueve las tecnologías TIC en el campo de las remesas y pagos móviles con el objetivo de ampliar el acceso de los trabajadores migrantes y sus familiares a transferencias y pagos de dinero seguros y asequibles.
En febrero de 2023, Recean fue nombrado primer ministro designado de Moldavia tras la dimisión de la primera ministra Natalia Gavrilița.

## Vida personal
Recean está casado y tiene dos hijos.